# 双溪古月

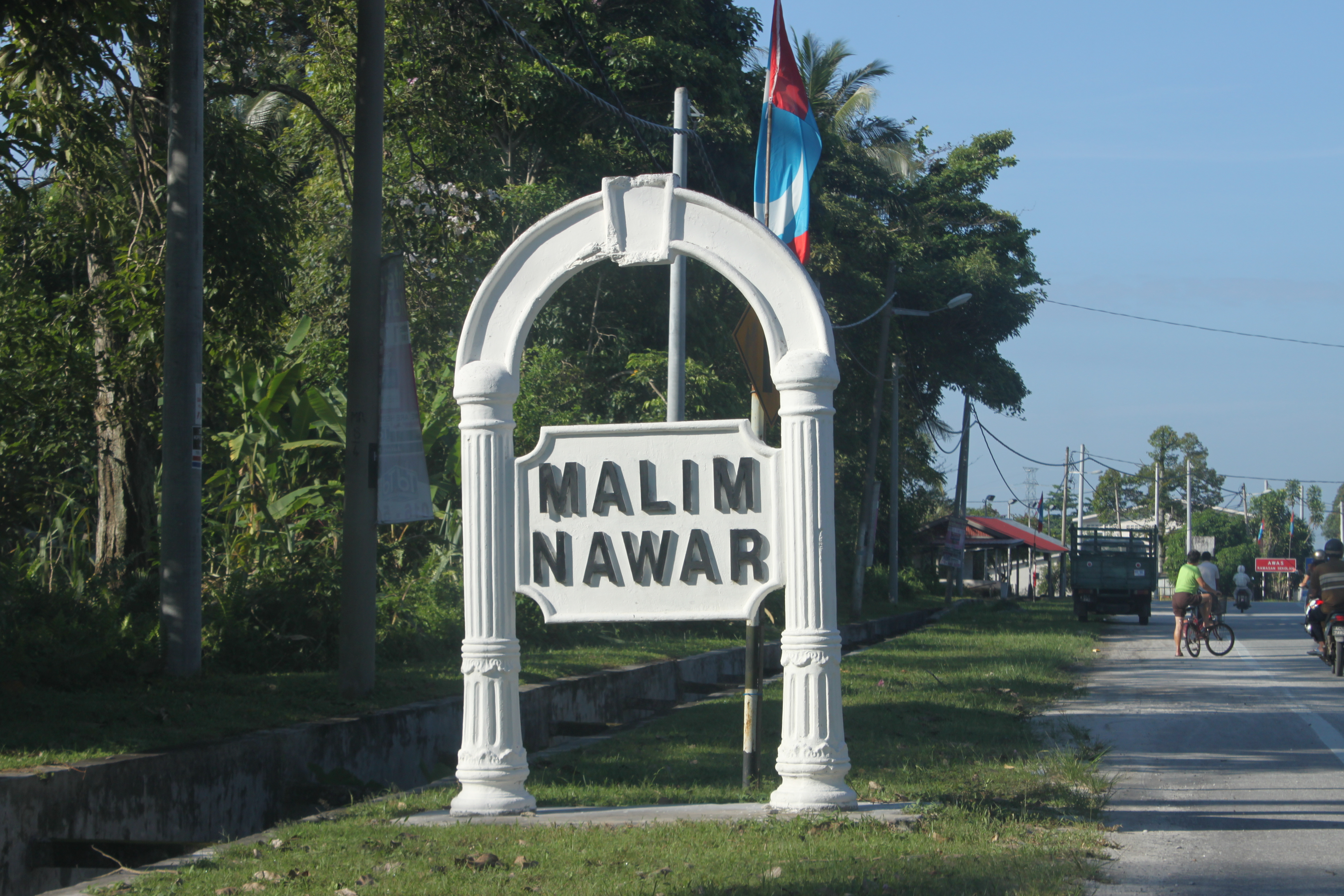

雙溪古月（馬來語：Malim Nawar），位於馬來西亞霹靂州金寶縣的一個小鎮，坐落於縣治金寶的西北側。

## 历史
雙溪古月馬來名“Malim Nawar”，是因當地曾有1名學者（稱為“Alim”）專醫治疑難雜症，許多人因此到該處求醫以取病痛之“解藥”（Tawar），長期下來便總結二詞統稱“Malim Nawar”而中文地名「雙溪古月」是由該地區主要河流「Sungai Kunyit」（馬來語，中文意為薑黃河）音譯而來。
據當地居民引述，雙溪古月開埠年份為1916年；亦有稱開埠年分應是早在19世紀，因1900年代便已開始有中國南來的居民，在該處落地生根並以農業維生。